# La la la (Renzo Rubino)
La La La è un singolo del cantautore italiano Renzo Rubino, pubblicato il 3 marzo 2017 ed estratto dal suo quarto album in studio Il gelato dopo il mare.

## Tracce
- Download digitale

1. La La La – 2:55